# 1889
1889 (MDCCCLXXXIX) fue un año común comenzado en martes según el calendario gregoriano.

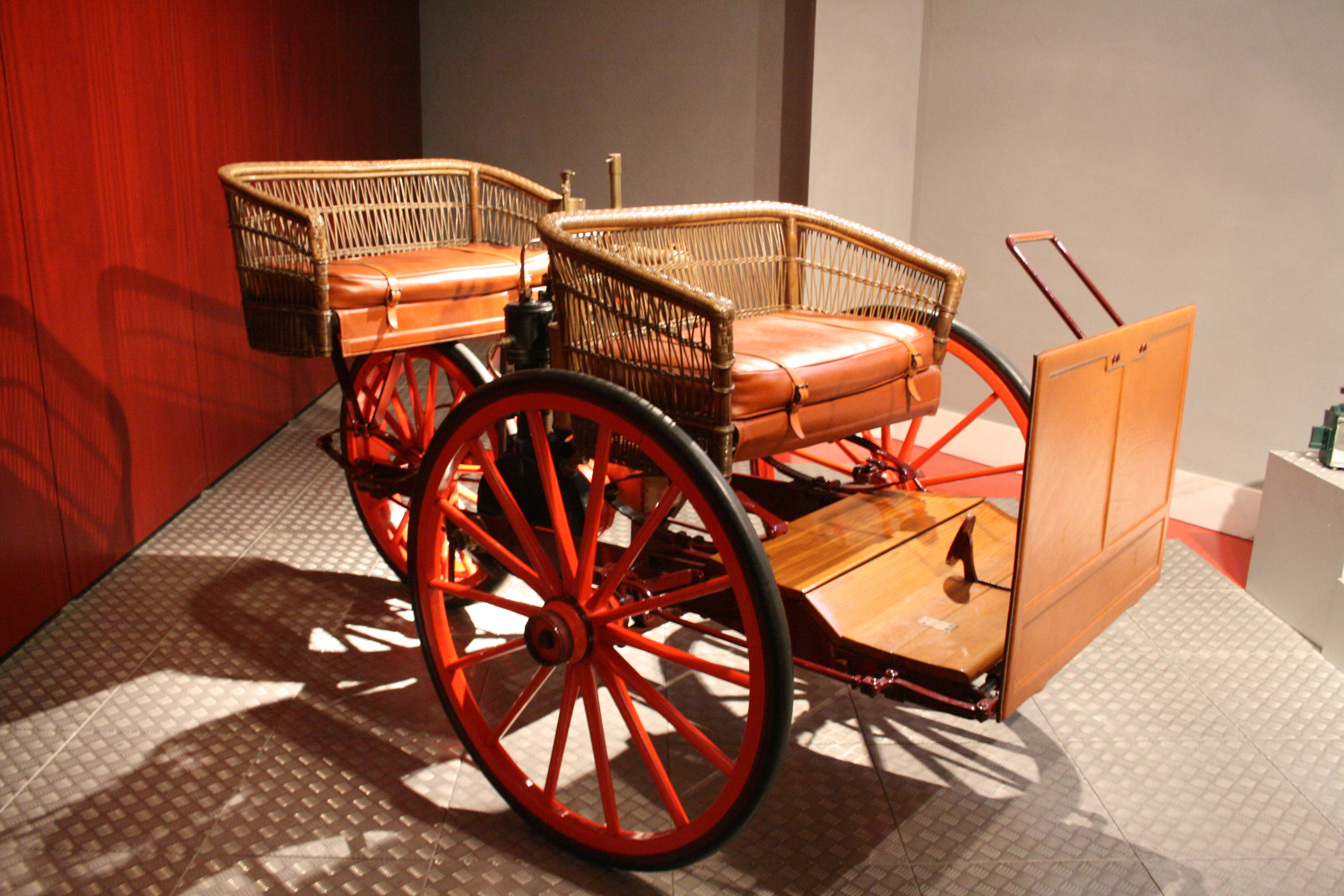
Vehículo del año 1889

## Acontecimientos

### Enero
- 1 de enero: En los estados de Nevada y California, Estados Unidos, se observa un eclipse solar completo.
- 10 de enero: Francia ocupa Costa de Marfil.
- 16 de enero: En Cloncurry, Queensland, Australia, se registra la temperatura más alta en la historia del país (+53.3°C).
- 19 de enero: Se bota el transatlántico RMS Teutonic.

### Febrero
- 11 de febrero: León XIII publica la alocución Nostis Errorem exhortando a la paz entre los Estados basándose en la justicia, la caridad y la concordia.

.

### Marzo
- 4 de marzo: En Estados Unidos el republicano Benjamin Harrison toma posesión como presidente del país.
- 8 de marzo: José Mariano Jiménez Wald es primer ministro de Perú.
- 9 de marzo: Menelik II es emperador de Etiopía.
- 31 de marzo: En París (Francia) se inaugura la torre Eiffel.

### Abril
- 1 de abril: En Japón se fundan oficialmente las ciudades de Yokohama y Kurume.
- 3 de abril: Se bota el transatlántico SS City of Paris.
- 4 de abril: Pedro Alejandrino del Solar es primer ministro de Perú.
- 16 de abril: Nace Charles Chaplin.
- 20 de abril: Nace Adolf Hitler.
- 22 de abril: Se funda la Ciudad de Oklahoma, Oklahoma, Estados Unidos.

### Mayo
- 6 de mayo: En París (Francia) se inaugura la Exposición Universal de París (1889).
- 14 de mayo: En Londres (Inglaterra) se inaugura el instituto de caridad NSPCC contra la crueldad infantil.
- 24 de mayo: En Buenos Aires (Argentina) se funda el Museo Histórico Nacional.
- 31 de mayo: En Pensilvania (Estados Unidos) dos días de copiosa lluvia rompen la represa South Fork, a 23 km de la ciudad de Johnstown. Debido a las falsas alarmas anteriores no se toman medidas de seguridad y mueren 2209 personas. Los millonarios miembros del Club de Caza y Pesca del Lago South Fork ―dueños de la represa― no tuvieron que pagar ninguna indemnización a los sobrevivientes. El multimillonario Andrew Carnegie (1835-1919) ―uno de los dueños― donó motu proprio una biblioteca para el pueblo.

### Junio
- 12 de junio: En Armagh, Irlanda del Norte, Reino Unido, en un accidente de trenes mueren 80 personas y otras 260 resultan heridas.
- 19 de junio: Vincent Van Gogh pinta una de sus obras más famosas, "La noche estrellada".
- 30 de junio: Se funda la Unión Interparlamentaria.

### Julio
- 2 de julio: En Buenos Aires (Argentina) Cecilia Grierson es la primera mujer que se recibe de médica en la Universidad de Buenos Aires.
- 8 de julio: En Nueva York (Estados Unidos) se funda el periódico financiero The Wall Street Journal.
- 11 de julio: En México se funda la ciudad de Tijuana.
  - En Kazajistán se registra un fuerte terremoto de 8,0 que deja 92 fallecidos.
- 28 de julio: En la prefectura de Kumamoto se registra un terremoto de 6,3 que deja 20 fallecidos.

### Septiembre
- 23 de septiembre: En Kyoto, Japón, Fusajirō Yamauchi funda Nintendo Koppai, futura Nintendo Company, Limited.

### Octubre
- 1 de octubre: En Japón se funda la ciudad de Nagoya.
  - Aparecen casos de Gripe rusa en el mundo.
- 2 de octubre: En Washington D. C. inicia sus sesiones la I Conferencia Panamericana.
- 6 de octubre: En París, Francia, se abre el Moulin Rouge.
- 14 de octubre: En Colombia se funda la ciudad de Armenia, Quindio.
- 18 de octubre: En el Gran Buenos Aires, Argentina, se funda el extinto Partido de General Sarmiento (hoy Partido de San Miguel, Partido de Malvinas Argentinas y Partido de José C. Paz).

### Noviembre
- 2 de noviembre: Dakota del Sur y Dakota del Norte son el 39.º y 40.º estados de los Estados Unidos de América.
- 8 de noviembre: Montana es el 41.º estado de los Estados Unidos de América.
- 11 de noviembre: Washington es el 42.º estado de los Estados Unidos de América.
- 14 de noviembre: Nellie Bly, una periodista estadounidense, inspirada por el libro de Julio Verne, empieza la vuelta al mundo, la cual durará 72 días, 6 horas y 11 minutos.

- 15 de noviembre: En Brasil, el mariscal Deodoro da Fonseca proclama la república después de un golpe militar que depone al emperador Pedro II.

### Diciembre
- 12 de diciembre: Suiza adopta oficialmente su bandera.
- 18 de diciembre: En Huelva, España, se funda el Real Club Recreativo de Huelva, el equipo de fútbol más antiguo de España.
- 24 de diciembre: En Rosario (Argentina) se funda el Club Atlético Rosario Central
- 25 de diciembre: En Argentina se funda San Salvador, Entre Ríos.
- En París, Segunda Internacional.
- En Clermont-Ferrand (Francia) se funda la fábrica de neumáticos Michelin (o Manufacture Française des Pneumatiques Michelin).

## Ciencia y tecnología
- 11 de enero: Hermann Hollerith patenta una máquina de calcular con tabuladores.
- 7 de febrero: En San Francisco, California, Estados Unidos, se funda la Sociedad Astronómica del Pacífico.
- 8 de febrero: Auguste Charlois descubre el asteroide (283) Emma.
- 29 de mayo: Auguste Charlois descubre el asteroide (284) Amalia.
- 7 de julio: William Robert Brooks descubre el cometa 16P/Brooks.

## Deportes
- 30 de abril: En Atenas, Grecia, empiezan las competiciones deportivas de los Cuartos Juegos Olímpicos de Zappas, el primer intento de revivir los antiguos juegos olímpicos.
- 6 de junio: en Alemania se funda el club de fútbol BFC Viktoria 1889.
- 18 de diciembre: En España se funda el primer equipo de fútbol de la península ibérica, el Recreativo de Huelva.
- 24 de diciembre: En Rosario (Argentina) se funda el Club Atlético Rosario Central, uno de los clubes más antiguos del país.

## Nacimientos

### Enero
- 10 de enero: Nazaria Ignacia March, monja española y santa (f. 1943).
- 19 de enero: Sophie Taeuber-Arp, pintora y escultora suiza (f. 1943).

### Febrero
- 3 de febrero: 
  - Juan Negrín, fisiólogo y político español (f. 1959).
  - Carl Theodor Dreyer, cineasta danés (f. 1968).
- 7 de febrero:Claudia Muzio, soprano italiana (f. 1936).
- 20 de febrero: Laureano Gómez, político y periodista colombiano presidente entre 1950 y 1951 (f. 1965).
- 23 de febrero: Victor Fleming, cineasta estadounidense (f. 1949).

### Marzo
- 3 de marzo: Conrado Walter Massaguer, dibujante, caricaturista y publicista cubano (f. 1965).
- 13 de marzo: Pedro Leandro Ipuche, poeta uruguayo (f. 1976).
- 16 de marzo: Reggie Walker, atleta surafricano (f. 1951).
- 21 de marzo: W. S. Van Dyke, director estadounidense (f. 1943).
- 29 de marzo: Warner Baxter, actor estadounidense (f. 1951).

### Abril
- 7 de abril: Gabriela Mistral, poetisa, diplomática y pedagoga chilena, primera persona latinoamericana y primera mujer americana en ganar el Premio Nobel de Literatura en 1945 (f. 1957).
- 10 de abril: Louis Rougier, filósofo francés (f. 1982).

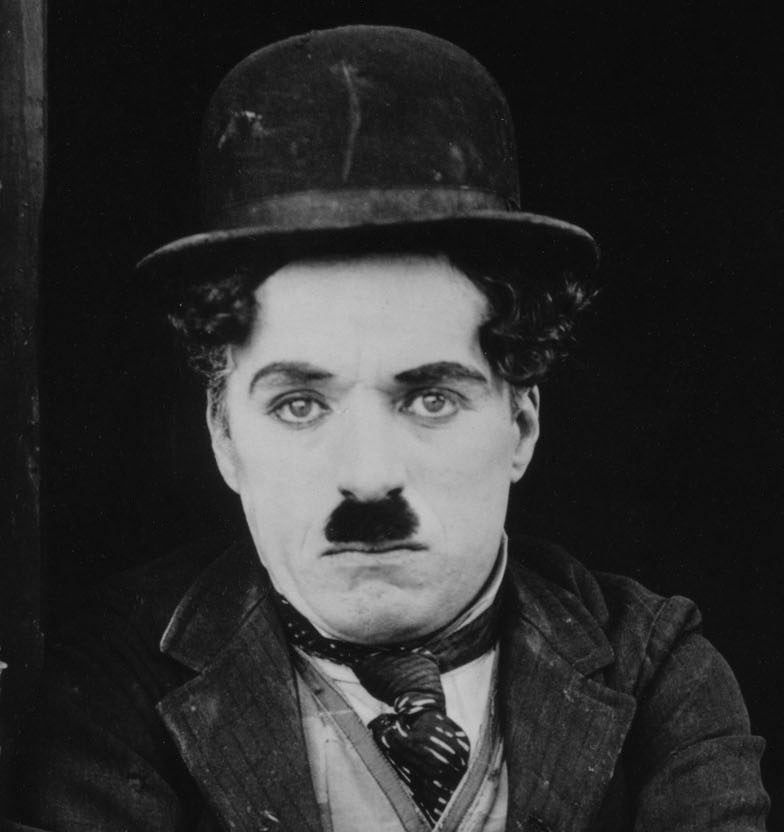
Charles Chaplin

Adolf Hitler

- 16 de abril: Charles Chaplin, actor y director británico (f. 1977).
- 20 de abril: Adolf Hitler, político y militar austriaco, líder del movimiento nazi (f. 1945).
- 21 de abril: 
  - Manuel Prado y Ugarteche, presidente peruano entre 1939 y 1945 y entre 1956 y 1962 (f. 1967).
  - Paul Karrer, químico suizo, premio Nobel de Química en 1937 (f. 1971).
  - Piero Calamandrei, jurista italiano (f. 1956).
- 26 de abril: 
  - Anita Loos, novelista y guionista estadounidense (f. 1981).
  - Ludwig Wittgenstein, filósofo angloaustriaco (f. 1951).
- 28 de abril: António de Oliveira Salazar, dictador portugués entre 1932 y 1968 (f. 1970).

### Mayo
- 12 de mayo: Abelardo L Rodríguez, presidente mexicano entre 1932 y 1934 (f. 1967).
- 14 de mayo: Otto Heinrich Frank, judío alemán, padre de Ana Frank (f. 1980).
- 17 de mayo: 
  - John A. Mackay, teólogo y misionero protestante escocés (f. 1983).
  - Alfonso Reyes Ochoa, filósofo, escritor, poeta, humanista mexicano. (f. 1959).

### Junio
- 15 de junio: Salka Viertel, guionista de cine y actriz ucraniano-estadounidense (f. 1978).
- 21 de junio: Ralph Craig, atleta estadounidense (f. 1972).
- 23 de junio: Anna Ajmátova, poeta rusa (f. 1966).

### Julio
- 5 de julio: Jean Cocteau, poeta, novelista, dramaturgo, pintor, diseñador, crítico y cineasta francés (f. 1963).
- 5 de julio: Blanca Podestá, actriz argentina (f. 1967).
- 6 de julio: Clementina Arderiu, poetisa española en lengua catalana (f. 1976).
- 17 de julio: Erle Stanley Gardner, escritor estadounidense (f. 1970).
- 22 de julio: James Whale, director de cine británico (f. 1957).
- 30 de julio: Frans Masereel, artista belga (f. 1972).

### Agosto
- 5 de agosto: Óscar Esplá, compositor español (f. 1976).
- 9 de agosto: May Clark, actriz británica (f. 1984).
- 11 de agosto: Ernesto Noboa y Caamaño, poeta ecuatoriano (f. 1927).
- 12 de agosto: Luis Miguel Sánchez Cerro, presidente peruano entre 1930 y 1931 y entre 1931 y 1933 (f. 1933).
- 20 de agosto: Concepción Castella de Zavala, escritora española (f. 1966).

### Septiembre
- 24 de septiembre: María Capovilla, supercentenaria ecuatoriana, la última persona de los años 1880 (f. 2006).
- 25 de septiembre: Matilde Hidalgo de Procel, primera mujer ecuatoriana en obtener un doctorado en Medicina (f. 1974).
- 26 de septiembre: Martin Heidegger, filósofo alemán (f. 1976).
- 27 de septiembre: Pilar de Valderrama, poetisa y dramaturga española (f. 1979).
- 29 de septiembre: Matilde Hidalgo, médica, poeta y activista feminista ecuatoriana (f. 1974).

### Octubre
- 3 de octubre: Carl von Ossietzky, escritor y pacifista alemán, premio Nobel de la Paz en 1935 (f. 1938).
- 5 de octubre: Teresa de la Parra, escritora venezolana (f. 1936).
- 15 de octubre: Atilio Cattáneo, militar y político argentino (f. 1957).
- 27 de octubre: Nestor Makhno, anarquista ruso (f. 1934).

### Noviembre
- 14 de noviembre: 
  - Eliseo Gómez Serrano, maestro y político español (f. 1939), ejecutado por los franquistas.
  - Sri Pandit Jawaharlal Nehru, político indio, primer ministro de India (f. 1964).
  - Corrado Racca, actor italiano (f. 1950).
  - Luis Videla Salinas, político chileno (f. 1949).
  - Jawaharlal Nehru, político indio (f. 1964).
- 17 de noviembre: Carolina Muzzilli, activista socialista argentina (f. 1917).
- 20 de noviembre: Edwin Hubble, astrónomo estadounidense (f. 1953).
- 30 de noviembre: Edgar Douglas Adrian, fisiólogo inglés, premio Nobel de Medicina en 1932 (f. 1977).

### Diciembre
- 4 de diciembre: Lloyd Bacon, actor y cineasta estadounidense (f. 1955).
- 14 de diciembre: Morihei Ueshiba, artista marcial japonés (f. 1969).
- 24 de diciembre: Osmín Aguirre y Salinas, militar salvadoreño (f. 1977).
- 30 de diciembre: Adolfo Ruiz Cortines, presidente mexicano entre 1952 y 1958 (f. 1973).

### Fecha desconocida
- Nellie Yu Roung Ling, bailarina y diseñadora de moda china (f. 1973).

## Fallecimientos

### Enero
- 10 de enero: Antonio Bachiller y Morales, historiador, profesor y bibliógrafo cubano (n. 1812).
- 17 de enero: Juan Montalvo, escritor y filósofo ecuatoriano (n. 1832).
- 20 de enero: Bartolomé Calvo, presidente colombiano (n. 1815).
- 23 de enero: Ignacio Domeyko, geólogo y mineralogista polaco que vivió la mayor parte de su vida en Chile (n. 1802).
- 30 de enero: Rodolfo de Habsburgo, príncipe heredero de Austria (n. 1858).
- 31 de enero: Don Bosco, sacerdote dedicado a la juventud (n. 1815).

### Febrero
- 15 de febrero: José Francisco Vergara, ingeniero, periodista y político masón chileno.
- 26 de febrero: Paula Montal, religiosa y santa española, fundadora de las escolapias.

### Marzo
- 2 de marzo: Juan Bautista García, militar y político venezolano (n. 1827).

### Abril
- 23 de abril: Jules Barbey d'Aurevilly, escritor y periodista francés (n. 1808).

### Mayo
- 7 de mayo: Francisco Fernández Iparraguirre, farmacéutico, botánico y lingüista, impulsor del volapük en España (n. 1852).
- 19 de mayo: Máximo Santos, presidente uruguayo (n. 1847).

### Junio
- 8 de junio: Gerard Manley Hopkins, poeta británico (n. 1844).
- 15 de junio: Mihai Eminescu, poeta Moldavo (n. 1850).
- 16 de junio: Domingo Santa María, presidente chileno (n. 1824).

### Julio
- 1 de julio: José Joaquín Pérez, presidente chileno (n. 1801).
- 29 de julio: Vincent Van Gogh, pintor neerlandés (n. 1853).

### Agosto
- 19 de agosto: Jules Cotard, neurólogo francés (n. 1840).

### Octubre
- 11 de octubre: James Prescott Joule, físico británico (n. 1818).

### Noviembre
- 11 de noviembre: Ramón Corona, militar y político mexicano (n. 1837).

### Diciembre
- 28 de diciembre: José de Obaldía, político panameño (n. 1806).

### Fechas desconocidas
- André Adolphe Eugène Disdéri, fotógrafo francés.
- Heinrich Gustav Reichenbach, ornitólogo, botánico y orquideólogo alemán.

## Efemérides
- 5 de mayo: Se cumple un centenario del inicio de la Revolución francesa.